# Dariusz Miłek
Dariusz Miłek (* 1. Februar 1968 in Stettin) ist ein polnischer Unternehmer. Gemäß einer jährlich aktualisierten Reichen-Liste in der polnischen Ausgabe der Zeitschrift Forbes gehört er im Jahr 2013 mit einem Vermögen von rund 625 Millionen Euro zu den zehn reichsten Polen.

## Geschichte
Miłek wuchs zunächst in Kołbaskowo auf. Seit 1976 lebte er mit seiner Familie in Zagłębie Miedziowe bei Lubin.

### Radrennfahrer
Als Jugendlicher begann er, sich an Radrennen zu beteiligen, ab 1981 fuhr er in der Radfahrsektion des Vereins Górnik Polkowice. Er nahm an in- und ausländischen Rennen teil. 1992 wurde er in Kutno polnischer Vizemeister in der „Elite“-Klasse im Straßenrennen. Danach beendete er seine Sportkarriere. Über seine Firma finanzierte Miłek später das Radsportteam CCC Polsat Polkowice; er nimmt vereinzelt auch noch an Rennen teil.

### Schuhhändler
Im Jahr 1989 begann er mit dem Verkauf von Schuhen auf dem Markt von Lubin. Schnell baute er sein Geschäft (zunächst unter der Firmierung „Miłek“) aus und verkaufte schon bald unter der Marke „Żółta Stopa“ (Gelber Fuß) an verschiedenen Verkaufsstellen. Später wurden in ganz Polen unter der Marke CCC Schuhgeschäfte in Einzelhandelszentren eröffnet. Seit 1999 firmierte sein Unternehmen als NG2 (New Gate Group, mittlerweile als börsennotierte Aktiengesellschaft NG2 S.A.); der Werbeslogan für „CCC“ lautet „Cena Czyni Cuda“ (etwa: Der Preis macht Wunder wahr).
Der Großteil der in den NG2-Geschäften angebotenen Schuhe wird in China oder Indien produziert. 75 % der verkauften Schuhe werden importiert. Im Jahr 2000 eröffnete Miłek eine Schuhfabrikation in der Sonderwirtschaftszone in Legnica. Außerdem gibt es einen eigenen Produktionsstandort in Polkowice. NG2 verfügt über mehrere Dutzend eigener Marken, die in rund 600 Geschäften (unter Kettenmarken wie „CCC“, „QUAZI“ und „BOTI“) in Polen und in Tschechien vertrieben werden. Das Unternehmen beschäftigt etwa 4000 Mitarbeiter. Es werden rund 15 Millionen Schuhe jährlich verkauft, womit NG2 der Marktführer im Niedrigpreissegment des polnischen Schuhmarktes ist. Der größte Wettbewerber von NG2 ist die deutsche Schuhhandelskette Deichmann.

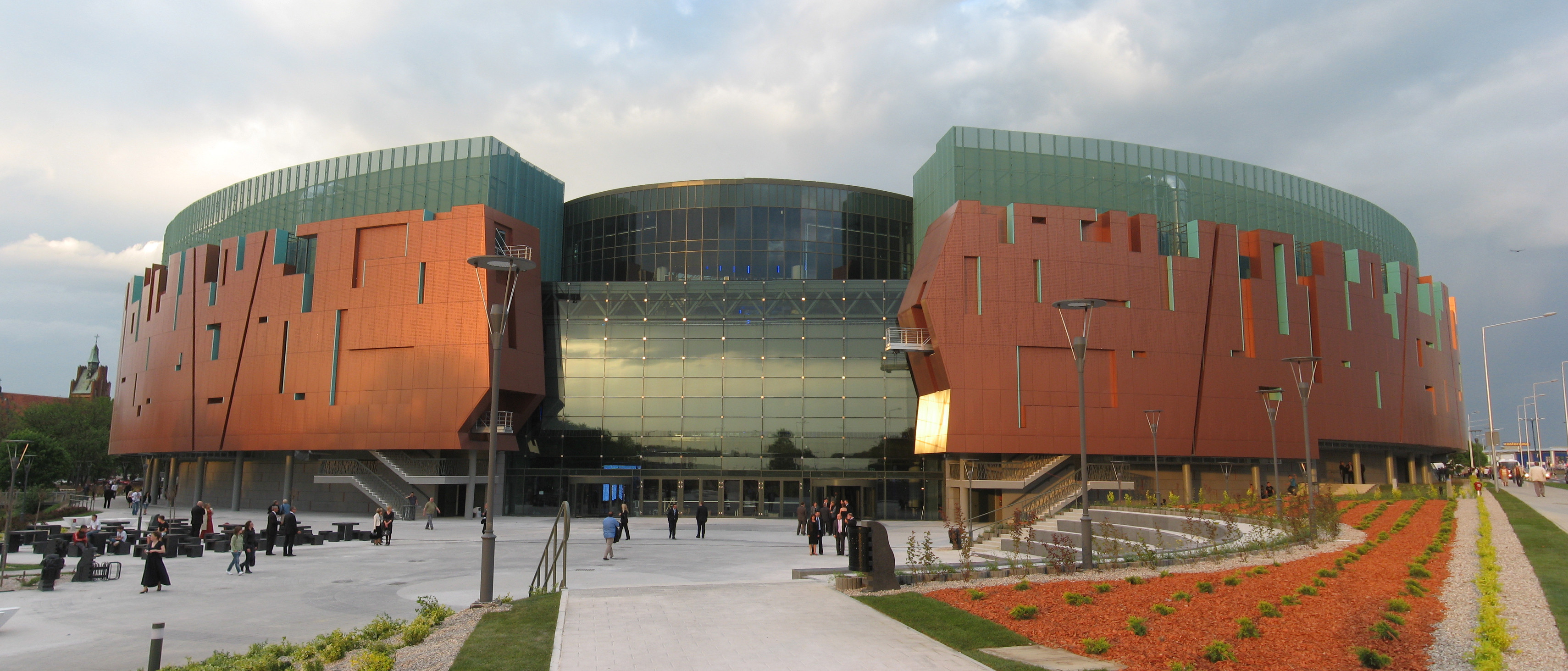
Die „Cuprum-Arena“ in Lubin

### Immobilien
Zunehmend investiert Miłek in Gewerbeimmobilien, hier vor allem in Einkaufszentren. So wurde die Cuprum Arena in Lubin, ein Einkaufszentrum mit 70.000 Quadratmetern Nutzfläche, im Frühjahr 2009 eröffnet. Der Unternehmer war auch Investor des 2012 fertiggestellten Einkaufszentrums Centrum Korona Kielce (heute: Galeria Korona Kielce) (34.000 m²). Drei weitere Handelszentren entstehen in Inowrocław, Olsztyn und Leszno.

### Sonstiges
Außerdem engagiert Miłek sich in der Filmindustrie. Mit dem Schauspieler Piotr Adamczyk gründete er die Filmgesellschaft Aperto Films. Hier entstanden internationale Produktionen wie „Limo Driver“ mit Christopher Lambert in der Titelrolle und „Auflösung 819“ von Giacomo Battiato. Bei „Auflösung 819“ spielten Karolina Gruszka und Benoît Magimel mit. Die Musik stammt von Ennio Morricone.
2007 war der Unternehmer Preisträger der polnischen Ausgabe der Unternehmer-Auszeichnung Entrepreneur des Jahres (poln. „Przedsiębiorca Roku“) von Ernst & Young. Er nahm an der Veranstaltung World Entrepreneur of the Year 2008 in Monaco teil.

### Privat

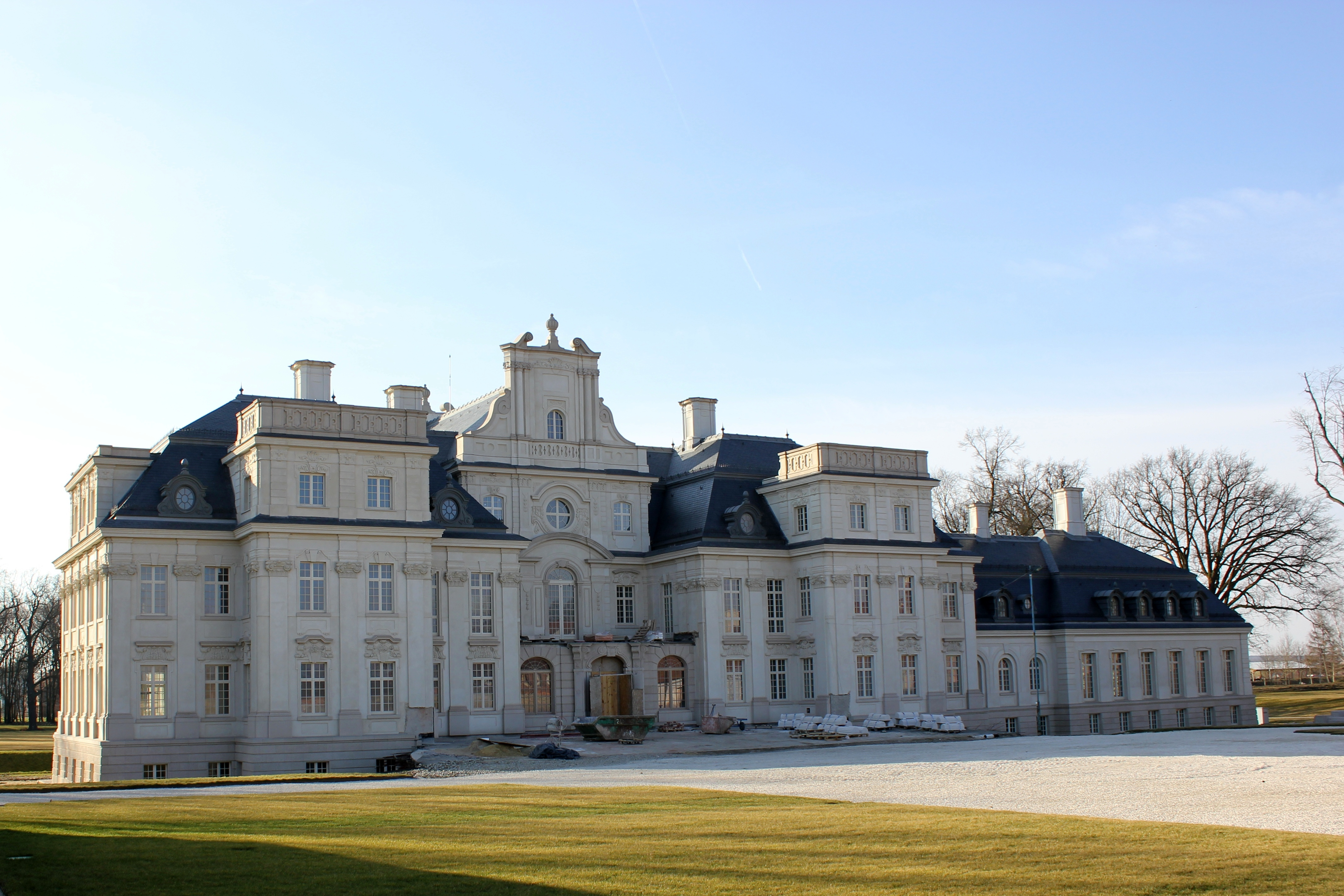
Schloss Brauchitschdorf

2008 kaufte Miłek von Jan Kulczyk einen großen restaurierten Palast in Łąck bei Płock in Masowien. Ein früherer Eigentümer war hier Edward Rydz-Śmigły. Einen ebenfalls erworbenen historischen Palast Chróstnik in der Nähe Lubins lässt er sanieren. Ihm gehört auch eine Residenz am Gardasee (Villa Portesina in Portese). Der Unternehmer ist mit Renata Miłek verheiratet und hat zwei Söhne und eine Tochter.